# Sud-Aviation SA330 Puma
Pour les articles homonymes, voir Puma (homonymie).
Le Sud-Aviation SA.330 Puma est un hélicoptère de transport moyen civil et militaire français. Conçu par Sud-Aviation et développé par l'Aérospatiale dans les années 1960, il a été construit en collaboration avec Westland Helicopters. À la création d'Eurocopter en 1990, cette société a poursuivi le développement, rebaptisant les versions militaires Cougar.

## Origine
En 1962, l’Armée de terre française publia un cahier des charges pour un hélicoptère de transport tactique et logistique de moyen tonnage devant remplacer ses Vertol H-21. Le futur appareil devait pouvoir voler à plus de 250 km/h en croisière, tenir en stationnaire à plus de 1 500 m à pleine charge en atmosphère tropicale, et disposer de capacités tout-temps. À la même époque Sud-Aviation achevait la construction de deux S-58 remotorisés avec une turbine Turboméca Bi-Bastan de 1 900 ch dont le premier exemplaire prit l’air le 5 octobre 1962. Le Sikorsky S-58 fut rapidement abandonné au profit d’un nouveau projet désigné Alouette IV, susceptible de transporter 12 hommes et motorisé avec deux Bastan VII de 1 300 ch.
En juin 1963, le Service technique de l'aéronautique (STAé) notifia à Sud-Aviation un marché de 20 millions de francs portant sur la réalisation de deux prototypes [F-ZWWN/O] et cinq appareils de présérie [F-ZWWP/T] désignés SA.330 Puma à turbomoteur Turmo III, moteur qui équipait déjà le Super Frelon. Le futur appareil, dont une maquette grandeur nature fut présentée au salon du Bourget, se présentait comme un appareil conventionnel à structure métallique semi-monocoque, entraîné par deux turbines montées au-dessus du fuselage, en avant du rotor principal doté de pales en alliage léger. La poutre arrière supportant le rotor anti-couple est de construction monocoque, supportant un anti-couple cinq 5 pales à droite et un stabilisateur horizontal à gauche. Cet appareil reposait sur un train tricycle semi-escamotable composé de trois diabolos.
Le premier des deux prototypes [F-ZWWN] a effectué son premier vol le 15 avril 1965 piloté par Jean Boulet et Roland Coffignot, assistés d’André Ricaud, mécanicien navigant et Gérard Boutin, ingénieur navigant. Ce prototype était équipé de turbomoteurs Turbomeca Turmo IIIC de 1 160 kW. La Royal Air Force ayant besoin aussi d’un appareil de transport tactique, elle choisit le Puma en 1967 et un accord franco-britannique de production fut conclu le 2 avril 1968 entre Sud-Aviation et Westland Helicopters.
Au mois d’août 1968, un appareil de présérie est livré au Groupement d’Expérimentation de l’Aviation Légère de l’Armée de Terre de la Section technique de l'Armée de terre créé le 1er janvier 1966 pour les essais opérationnels. Le 13 mai 1969, le SA 330 B N°1003 est livré à l’armée de Terre. Au cours de l’année, une dizaine d’appareils seront reçus par l’Aviation Légère de l’Armée de Terre dans le
cadre d'une commande initiale, en 3 marchés à tranches annuelles, de 130 exemplaires).
697 SA.330 ont été construits jusqu’en 1987, date à laquelle la production cessa au profit du AS332 Super Puma.

## SA.330 Puma
- SA.330A Puma : Cinq appareils de présérie réalisés en 1967. Un sixième appareil prit l’air le 30 juillet 1968 avec un fuselage avant modifié qui sera finalement retenu en série.
- SA.330B Puma : Première version de série, dont le premier exemplaire sortit d’usine le 12 septembre 1968, les livraisons à l’Armée de terre française débutant le 13 mai 1969, la commande initiale portant sur 88 appareils.
  - SA.330B Orchidée : Prototype de surveillance du champ de bataille avec radar ESB Orchidée et système informatique embarqué. Un prototype a pris l’air en 1990, l’armée française envisageant de commander 20 appareils. Ce programme fut annulé pour des raisons budgétaires, puis réactivé à une échelle réduite en 1993 après des essais durant la guerre du Golfe avec le AS.532UL/Horizon.
- SA.330C Puma : Version militaire pour l’exportation du SA.330B avec des turbines Turmo IVB, premier vol septembre 1968.
- SA.330E Puma : 48 exemplaires construits pour la RAF par Westland à Hayes, qui les utilisa avec la désignation Puma HC Mk 1. Le premier exemplaire prit l’air le 25 novembre 1970, les livraisons aux Squadrons 33 et 230 de la RAF débutant en 1971.
- SA.330F Puma : Hélicoptère de transport civil pour 15 à 17 passagers dérivé du SA.330C, dont le prototype effectua son premier vol le 26 septembre 1969. Certifié en France le 12 octobre 1970, les livraisons débutant fin 1970. Entretemps Sud-Aviation et Nord-Aviation avaient fusionné pour former la SNIAS. Premier hélicoptère civil au monde à obtenir un certificat de navigabilité de transport public catégorie A, le SA.330F a vu sa masse maximale autorisée passer progressivement de 6,4 à 6,7 puis 7 tonnes. En 1976 cet appareil fut enfin équipé de pales en fibre de verre dont le meilleur rendement permit de porter la masse maximale à 7 400 kg.
- SA.330G Puma : Apparu fin 1973, c’est un SA.330F équipé de Turmo IVC de 1575 ch avec dégivrage des prises d’air. Destiné au marché civil et militaire.
- SA-330H Puma : Version militaire du SA.330G.
- SA-330J Puma : Hélicoptère civil apparu en 1976. Cet appareil peut transporter outre les deux pilotes entre 8 et 12 passagers en version VIP ou 20 passagers en version haute densité avec des toilettes et un compartiment à bagages à l’arrière.

C'est le premier Puma équipé de pales principales et arrières en matériaux composites. Doté d’un dégivrage thermique des pales du rotor principal comme de l’anti-couple, de nouvelles prises d’air et d’un radar météo. C’est le premier hélicoptère à avoir été certifié tout-temps hors URSS, le 25 avril 1978. 11 appareils furent assemblés par IPTN en Indonésie.
- SA.330L Puma : Version militaire du SA.330J.
- IAR.330L Puma : En 1977 une licence de production du Puma à turbine Turmo IV-CA de 1 588 ch fut accordée à la Roumanie.
- SA.330R Puma : Appareil allongé qui servit au développement du Super Puma. Cet appareil [F-ZWWO] qui a volé le 5 septembre 1977 avec une tête de rotor modifiée et des turbines Turbomeca Makila de 1 755 ch a été rebaptisé par la suite SA.331.
- SA.330S Puma : SA.330C modifié par OGMA au Portugal avec un rotor composite et deux turbines Turboméca Makila I de 1 700 ch.
- SA.330Z : Appareil expérimental [F-ZWRR] équipé d’un fenestron au lieu de l’anti-couple.
- Oryx : Refonte du Puma par Atlas Aviation en Afrique du Sud.
- Puma Mk-2 : Refonte du Puma réalisé par Airbus Helicopters pour le compte de la Royal Air Force à partir de 2014[3].

## Production
1 687 SA.330 ont été construits par Aérospatiale puis Eurocopter, dont 8 prototypes[réf. nécessaire]. La production a cessé en 1987 au profit du Super Puma, mais s'est poursuivie à Brașov, en Roumanie.

## Eurocopter AS332 Super Puma

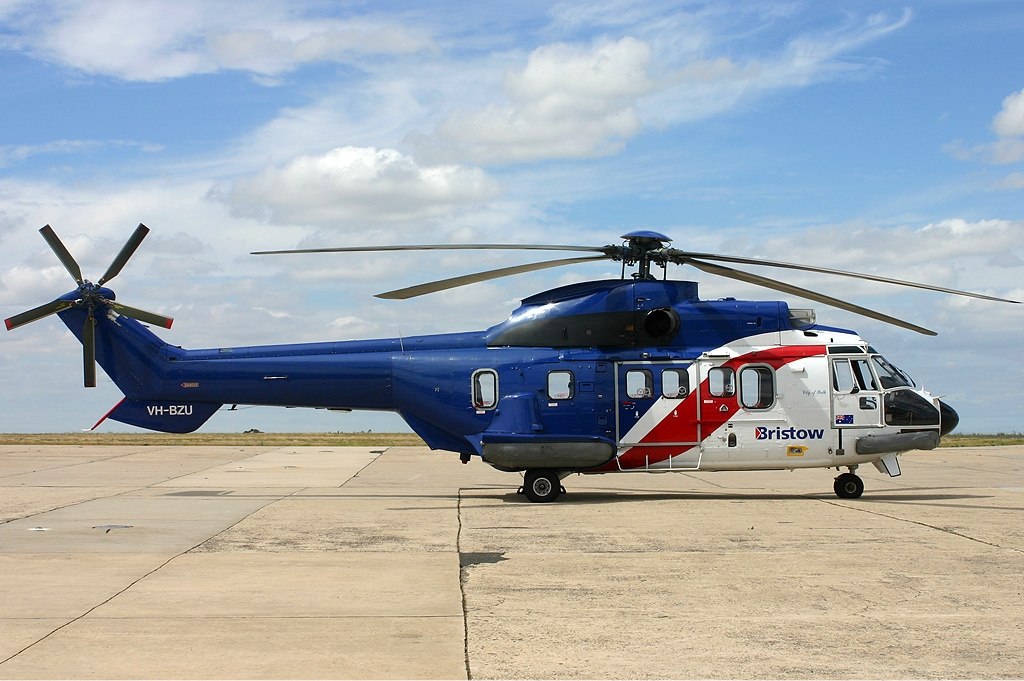
AS-332L1 Super Puma de la Bristow Helicopters.

Lancé sur marché d’état pour assurer la modernisation du parc de l’ALAT et de la Royal Air Force, mais aussi assurer les besoins à l’exportation, le programme Super Puma fut révélé durant le salon du Bourget de 1975. Cet appareil incorporait à une cellule éprouvée de nombreuses innovations technologiques développées par Aérospatiale et le motoriste Turbomeca : Turbomoteurs Makila à faible consommation spécifique permettant d’améliorer la distance franchissable, train d’atterrissage à large voie et haute capacité d'absorption, dispositif de dégivrage des rotors, résistance élevée au crash... De plus la pointe avant était modifiée, la capacité des réservoirs accrue. Le prototype effectua son premier vol le 13 septembre 1978 piloté par Jacques d'Elbreil et Étienne Herrenschmidt, assistés de Jean Marty et Gérard Boutin. En 1980 un nouveau prototype voyait son fuselage allongé de 76 cm, avec deux vitres latérales supplémentaires. Les livraisons débutèrent en 1981. En 1990, les versions militaires ont été rebaptisées par Eurocopter AS.532 Cougar. Au 31 décembre 2011, la flotte de Super Puma s'élevait au total à 678 appareils : 550 AS332 / AS532 et 128 EC225 / EC725. Entre 2009 et 2011, Eurocopter a vendu 161 Super Puma (9 AS332 / AS532 et 152 EC225 / EC725) et en a livré 93 (22 AS332 / AS532 et 71 EC225 / EC725).
- AS.332B Super Puma : Version de transport tactique standard, qui devient AS.532 Cougar UC/AC en 1990.
- AS-332C Super Puma : Version de transport civil.
- AS-332F Super Puma : Hélicoptère de lutte ASM équipé de 2 missiles Exocet. Devient AS.532 Cougar SC en 1990.
- AS-332L Super Puma : Version civile allongée, très appréciée des opérateurs off-shore, tel Bristow Helicopters (en), qui en a acheté 34. Premier vol le 10 octobre 1980.
- AS-332M Super Puma : Version militaire de transport tactique du précédent. Devient AS.532 Cougar UE en 1990.

## Utilisateurs militaires et gouvernementaux du SA330 Puma
- Afrique du Sud : Les 20 premiers SA.330C de la SAAF ont été livrés en 1970 au Squadron 19 de Swartkop, une section (B Flight) étant détachée à Durban pour les missions SAR. Suivront 47 SA.330H et SA.330L, les premiers étant par la suite mis au standard SA.330L. Ces appareils ont équipé les Squadrons 15 (Durban), 30 (Ysterplaast) et 31 (Hoedspruit). Le dernier Puma sud-africain a été réformé le 15 juillet 1997 par le Squadron 17 à Swartkop, la relève étant assurée à partir de 1995 par l’Oryx. Les 51 appareils construits par Atlas sont en service dans 4 unités : No 15 Sqdn (Durban), 17 Sqdn (Swartkop), 19 Sqdn (Hoedspruit) et 22 Sqdn (Ysterplaat).
- Algérie : cinq SA.330 livrés à l’armée de l’air.
- Allemagne : Les garde-frontières (Bundesgrenzschutz) ont utilisé une flotte de SA.330J, dont 10 exemplaires ont été revendus au Chili en 2006. De son côté la Luftwaffe a acheté 3 AS.532U2 pour équiper le LTS.3 assurant des missions VIP depuis Berlin-Tegel.
- Argentine : neuf SA.330L ont été livrés en 1978/79 au Comando de Aviación del Ejercito et versés au Bataillon d’aviation de combat 601. Ces appareils ont participé aux opérations durant la guerre des Malouines en 1982. La Compagnie A a été depuis rééquipée avec des AS.332B en 1986. 3 SA.330L acquis en 1980 par la 'prefectura naval argentina' pour des missions SAR, 1 exemplaire reste en service.
- Belgique : trois SA.330 ont été livrés en 1973/74 à la gendarmerie. 25 ans plus tard, ils furent remplacés.
- Bénin : trois AS332 issus de l'armée de l'air jordanienne livrés aux Forces aériennes du Bénin en juin 2023[5],[6].
- Brésil : 
  - Force aérienne : six SA.330 Puma, désignés CH-33 [8700/05] ont été livrés initialement à la FAB. Ils ont été remplacés à partir de 1985 par 9 AS.332M1 Super Puma.
- Bulgarie : Le premier des 12 AS.532AL Cougar Mk I commandés par l’armée de l’Air bulgare [701/712] a été officiellement livré le 28 août 2006. Destinés à la 24 VAB, huit doivent effectuer des missions tactiques et quatre être modifiés afin de pouvoir effectuer des missions SAR en milieu hostile.
- Cameroun : un AS 332L pour les transports gouvernementaux.
- Chili : 
  - L’armée chilienne a pris livraison de douze SA.330F [250/261] en 1972/73 (ils furent utilisés lors de la caravane de la mort et lors des vols de la mort, en particulier dans le cadre de l'opération Calle Conferencia en 1976) et trois SA.330L [262/264] en 1980. 10 SA.330J réformés par les garde-frontières allemands ont également été achetés en 2006. Les Puma chiliens sont employés par le premier régiment d’aviation de Rancagua, qui a également reçu en 1983 un SA.332B et en mars 1990 un SA.332M2.
  - Entre 1990 et 1993 l’escadron d’hélicoptères d’attaque HA-1 de la Marine chilienne a reçu un AS.332B1 [71] de transport VIP et six AS.332F1 (AS 532SC Cougar) de lutte ASM [72/77] pour remplacer ses Alouette III. Pouvant opérer depuis les destroyers de la classe County ou les frégates de la classe Leander, ces appareils sont équipés de missiles AM 39 Exocet. Le [71] a été perdu le 11 décembre 2002 et le 24 mars 2003.[pas clair]
- République démocratique du Congo (anciennement  Zaïre) : un SA.330 a été livré au Congo en 1974. La 122e escadrille du 12e groupe de liaison, 1er Groupement Aérien de Kinshasa a reçu au total neuf Puma et un Cougar[7] (moins de la moitié serait fonctionnelle en 2006) ou quatre Puma et un Cougar opérationnels[8]
- Côte d'Ivoire : quatre SA.330 ont été livrés au Groupe Aérien de Transport d’Abidjan.
- Émirats arabes unis : L'armée de l'Air a reçu dix appareils, dont l’électronique a été modernisée par la société sud-africaine Avitronics en 2001. De son côté la Marine a pris livraison en 1982 de huit AS.332F équipés de missiles AM 39 Exocet ou AS 15TT et de deux SA.332L de transport VIP. Les appareils de lutte ASM ont fait l’objet d’une refonte en 1996 chez Eurocopter.
- Équateur :
  - Force aérienne : En 1997 le Groupe Aérien 43 de Guayaquil disposait de deux SA.330L
  - Forces terrestres : un SA.330L et dix AS 332B (en 1997).
- Espagne : 
  - armée de l'Air : sept SA.330C ont été livrés au 801 Escuadrón de Palma pour les missions SAR. Cinq exemplaires étaient toujours en service en 1999. Le 402 Escuadrón a également utilisé entre 1989 et 1995 quelques Puma pour les missions de transport VIP, cet hélicoptère étant désigné HT.19 par l’Ejercito del Aire. En 1981 ont été commandés 12 AS.332B1, puis deux autres en 1989 et 4 AS.332M en 1992. Ces appareils sont répartis entre les Escuadrón 402 (Transport VIP, stationné à Quatro Vientos), 802 (SAR, stationné à Gando, dans la Grande Canarie) et 803 (Quatro Vientos). 2 AS.532AL ont encore été livrés au 402 Escuadrón 402 en décembre 2002.
  - Armée de Terre : La FAMET (Fuerza Aeromoviles del Ejercito de Tierra) a pris livraison en 1986 de 18 AS.332B1 puis commandé quinze AS.532UL en février 1996. Désignés HT.21UC ou HU.21L, ils équipent les BHELMA-II de Bétera, -III de Logroño, -IV de Séville et au JEFAMET/SHEL de Colmenar Viejo. Le BHELMA-IV a été engagé en Afghanistan, où le [HU.21L-59/ET-659] a été  perdu le 17 août 2005.
- Éthiopie : un SA.330H utilisé par le No 1 Sqdn de Dire Dawa.
- États-Unis : Utilisation de Puma de SMP sur les navires de ravitaillement de classe T-AKE.
- France : Puma et Super Puma sont utilisés par l'armée de l'Air et l'ALAT.
  - armée de l'Air : Mis en service le 2 mai 1974 seulement, le SA.330B Puma est utilisé par les ETOM 052 de Nouméa, EHOM 068 de Cayenne, ETOM 088 de Djibouti, et l'Escadron d'hélicoptères 01.044 Solenzara, ce dernier abritant l'antenne CIEH pour la formation et la standardisation. Auparavant, l'EH 1/67, l'EH 5/67, et le GAM 56 ont été dotés au cours de leur histoire. Sans oublier le GLAM 01/060, qui a disposé pour le transport de hautes autorités civiles et militaires de 2 Puma entre mai 1974 et 1988, puis de 2 Super Puma jusqu’à sa dissolution en juillet 1995, ces appareils étant identifiables à une livrée blanche particulière et disposant d'un confort intérieur amélioré. Mis à part cette utilisation particulière, l'armée de l'Air emploie ses Puma en tant qu'hélicoptère SAR (search and rescue/recherche et sauvetage) et RESCo (recherche et sauvetage au combat),
  - armée de Terre :  L’ALAT a reçu 4 appareils de présérie (03, 04, 06 et 07, ce dernier ayant été reconditionné comme c/n 1196), 118 SA.330B entre 1969 et 1987 et un appareil acheté en Roumanie. Tous ces appareils ont été modifiés en SA.330Ba avec des pales en stratifié. Certains appareils ont été équipés d’un canon de calibre 20 mm tirant à droite pour les missions d’appui-feu. Ces appareils équipent le 1er RHC de Phalsbourg, le 3e RHC d’Étain, 5e RHC de Pau, le 4e RHFS (Régiment d'Hélicoptères des Forces Spéciales) de Pau et les détachements ALAT de Bangui, Ndjamena et Djibouti. 28 AS.532UL Cougar ont également été livrés entre 1988 et 1996, dont 4 Cougar Horizon. Les 4 Cougar HORIZON équipent l'EHOR (Escadrille d'Hélicoptères d'Observation Radar), officiellement créée le 1er juillet 1999 au sein du 1er RHC de Phalsbourg. Surnommés « les 4 mousquetaires », ils sont officiellement baptisés Athos (no 2254), Porthos (no 2298), Aramis (n) 2427 et d'Artagnan (no 2430) et équipé d'un radar d'observation du champ de bataille, l'escadrille est désactivée le 13 juin 2007[9]. Les autres Cougar ont été répartis entre les 1er RHC et le DAOS. Très sollicités en Croatie, au Kosovo, en Afrique ou en Afghanistan, ces appareils ont fait l’objet de campagnes de modernisation : en 2002 les Cougar ont reçu un détecteur de départ de missile et un lance-leurres et en 2004 a été lancé un programme de refonte des systèmes de navigation et d’autoprotection pour 45 Puma et 24 Cougar devant s'étendre jusqu'en 2011. Utilisés en tant qu'hélicoptères de manœuvres (transport de troupes et de matériels sous élingue), les Puma de l’ALAT commence à être remplacés, avec des années de retard par rapport aux prévisions, par des NH90 livrés à partir de 2011. Alors que l’on prévoyait leur retrait en 2018 et celui des Cougar en 2025, il y a en service 52 Puma en 2019, on en prévoit 11 en 2025 et un retrait définitif entre 2025 et 2030[10].
- Gabon : sept SA.330 ont été livrés entre 1971 et 1980 au Gabon. La garde présidentielle dispose d’un AS.332L.
- Royaume-Uni : Les premiers Puma HC.1 de la RAF furent livrés en 1971 au 240 OCU (Odiham), qui est devenu ensuite 33 Sqdn. Ont ensuite été équipés les 230 Sqdn de Gütersloh, en Allemagne de l'ouest, le 1563 Flight stationné à Belize, le 72 Sqdn d’Aldergrove, Irlande du Nord et le 18 Sqdn d’Odiham. Les 6 derniers appareils du 18 Sqdn, rééquipé de Chinook HC.2, ont été transférés en février 1997 au 72 Sqdn qui a été dissous le 31 mars 2002. À cette date le Puma n’était plus utilisé que par les 33 Sqdn stationné à RAF Benson depuis juin 1997, et  230 Sqdn rapatrié à RAF Aldergrove. En septembre 1994 a été annoncé un programme de modernisation de l’avionique de navigation de ces appareils, 41 hélicoptères étant concernés. Ce programme s’est achevé en 1998. En 2002 six SA.330L ont été achetés en Afrique du Sud [ZJ954-ZJ959] pour remplacer 9 appareils perdus depuis leur mise en service en 1971. Ces appareils ont été remis à la RAF le 6 septembre 2004 après avoir été révisés par Eurocopter à Brasov, Roumanie. En 2003 le 1563 Flight a été déployé à Bassorah, en Irak, où un appareil a été perdu le 17 juillet 2004 et deux autres le 15 avril 2007. La RAF devait réformer ses derniers Puma en 2010 mais 24 ont été modernisés au standard MK2 (moteurs Malika 1A1, cokpit digital, etc.) à partir de 2012. 23 sont en service en avril 2021 devant être remplacés à partir de 2025 au plus tôt[11].
- Guinée : deux appareils assemblés en Roumanie ont été livrés à Conakry.
- Indonésie :  
  - Force aérienne indonésienne : En service de 1978 au 29 décembre 2023. Une partie assemblée localement par IPTN, maintenant connu sous le nom de PT Dirgantara Indonesia (PTDI)[12].
- Irak : 20 SA.330 furent livrés par Aérospatiale.
- Kenya : treize appareils construits par Aérospatiale et la Roumanie ont été livrés à l’Escadrille d’Hélicoptères de l’armée de l’air.
- Koweït : neuf SA.330H ont été livrés. Répartis entre les No 31 et 32 Sqdn, ils sont mis à la disposition des forces terrestres. Six AS.332F ont suivi en 1985 pour le 62 Sqdn.
- Liban : Le no 9 Sqdn dispose depuis 1980 de six SA.330L basés à Beyrouth.
- Malawi : un appareil a été livré en 1977 et deux autres en 1980.
- Maroc : 27 SA.330F ont été livrés à l’armée de l’Air royale à partir de 1974, suivis de sept SA.330G en 1977/78. Basés à Rabat-Salé, ils équipent deux escadrilles.
- Mexique : deux SA.330J ont fait partie de l’équipement de l’escadrille de transport présidentielle, remplacés par la suite par des SA 332L.
- Nigeria : quinze SA.330 ont été livrés ainsi que douze AS.332M1.
- Pakistan : L’armée pakistanaise a pris livraison de 30 SA.330J en 1976 pour équiper deux escadrilles (No 21 et 25 Sqdn). En 2002 il en restait la moitié en service au no 21 Army Aviation Squadron de Rawalpindi, dont trois utilisés pour les missions de transport VIP.
- Philippines : deux SA.330L versés au 252nd Helicopter Sqdn, 250th Airlift Wing.
- Portugal : treize SA.330C ont été achetés pour la Force aérienne portugaise à partir de 1970. Ils sont employés pour les guerres de décolonisation puis dans l’escadrille de recherche et de sauvetage 751 de la BA-6 à Montijo. Les 11  appareils restants ont par la suite été mis au standard SA.330S-1 avec un radar Omera ORB-31 et une capacité de tir de missile antinavire Exocet. Les deux derniers ont été réformés le 20 décembre 2006, le EH101 Merlin ayant pris la relève à partir du 30 novembre 2006[réf. nécessaire]. Stockés en 2012[13], 8 sont donnés à l'Ukraine fin 2024[14].
- Roumanie : IAR-330 produit sous licence
- Sénégal :
- Soudan : un SA.330J acheté par Nova Airlines pour opérer au profit de GNPOC (recherche pétrolière)
- Togo : un SA.330 obtenu en 1978 pour équiper une section de transport et de liaison à Lomé, tandis qu’un AS.332L avec immatriculation civile est utilisé pour les déplacements ministériels et VIP.
- Tunisie : En 1974
- Ukraine : 8 donnés par le Portugal fin 2024

## Culture populaire
Les apparitions cinématographiques les plus notables du SA-330 Puma sont dans les films d'action américains Rambo 2 et Rambo 3 où l'appareil est transformé de manière à ressembler à un hélicoptère soviétique Mil Mi-24A Hind, ainsi que dans le film de guerre L'Aube rouge de John Milius.
- Dans Sur un arbre perché (1971), le Puma apparaît à la fin du film. C'est probablement l'une des premières apparitions du Puma sur grand écran.
- Dans Edge of Tomorrow (2014), le commandant William Cage, incarné par Tom Cruise, est transporté au quartier général de la FDU à Londres par un Puma de la Royal Air Force. L'appareil atterrit à Trafalgar Square.

## Galerie

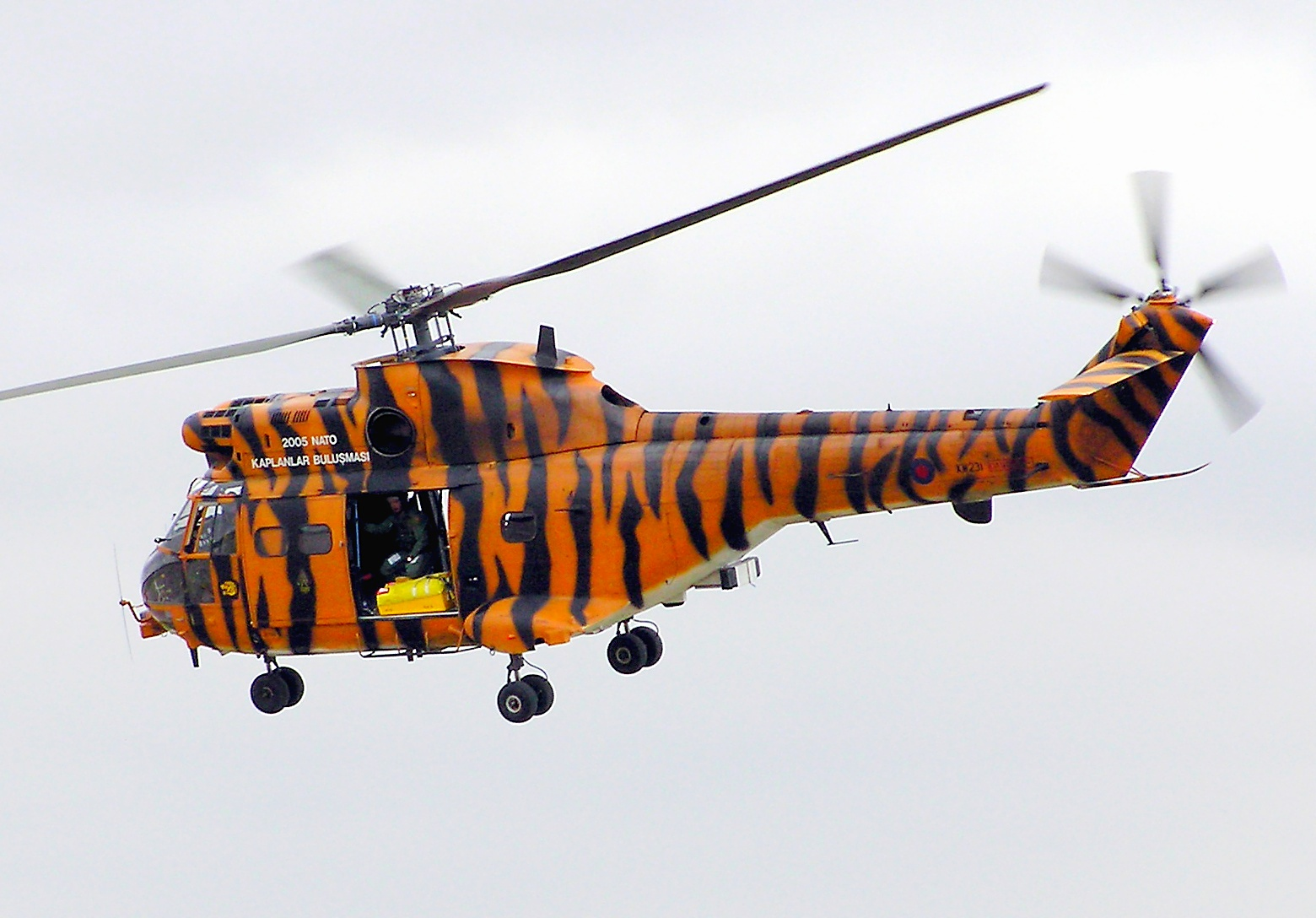
Puma HC.1 de la Royal Air Force, au RIAT; avec livrée destinée au NATO Tiger Association de 2005.
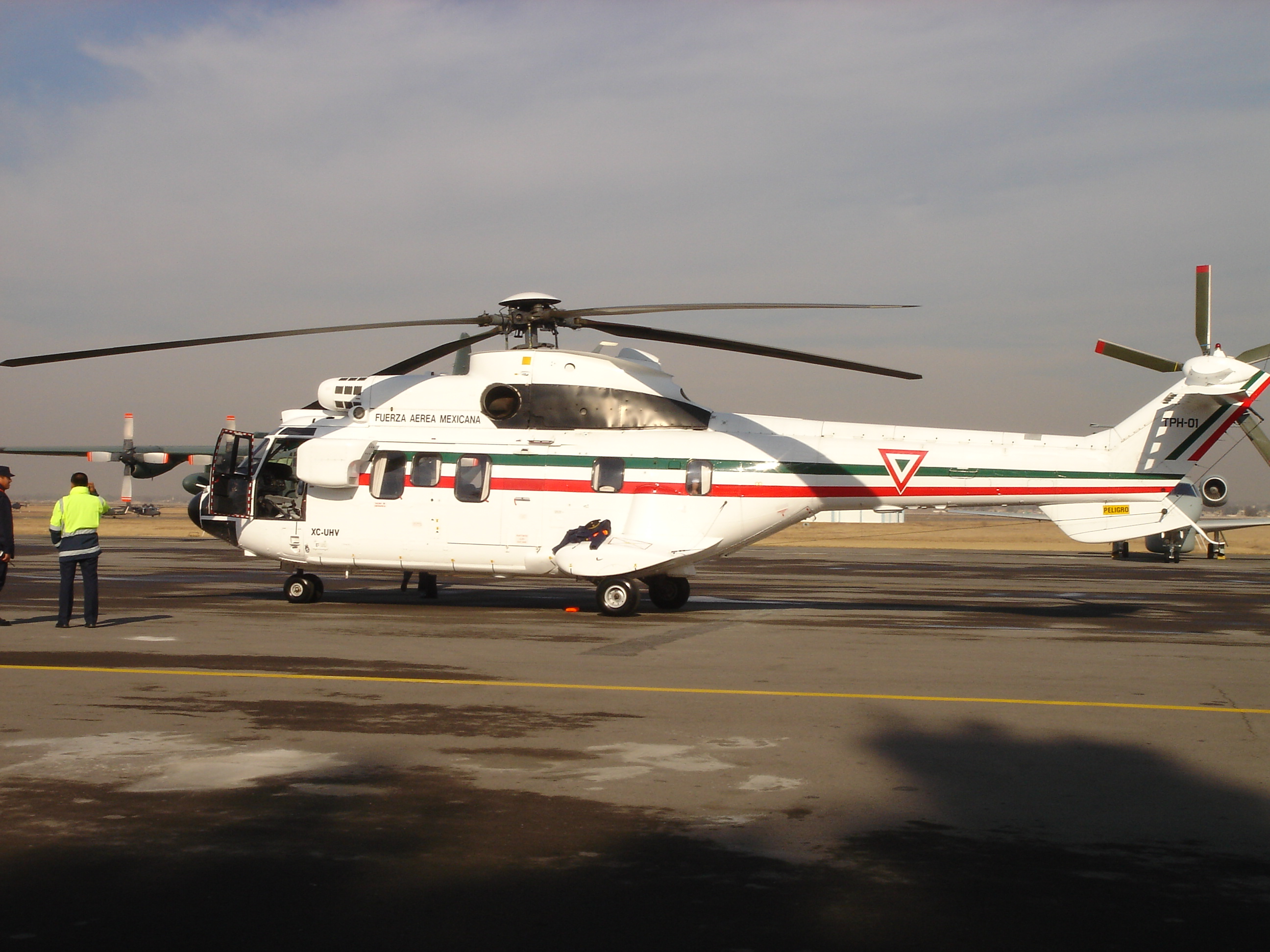
Hélicoptère présidentiel du Mexique.
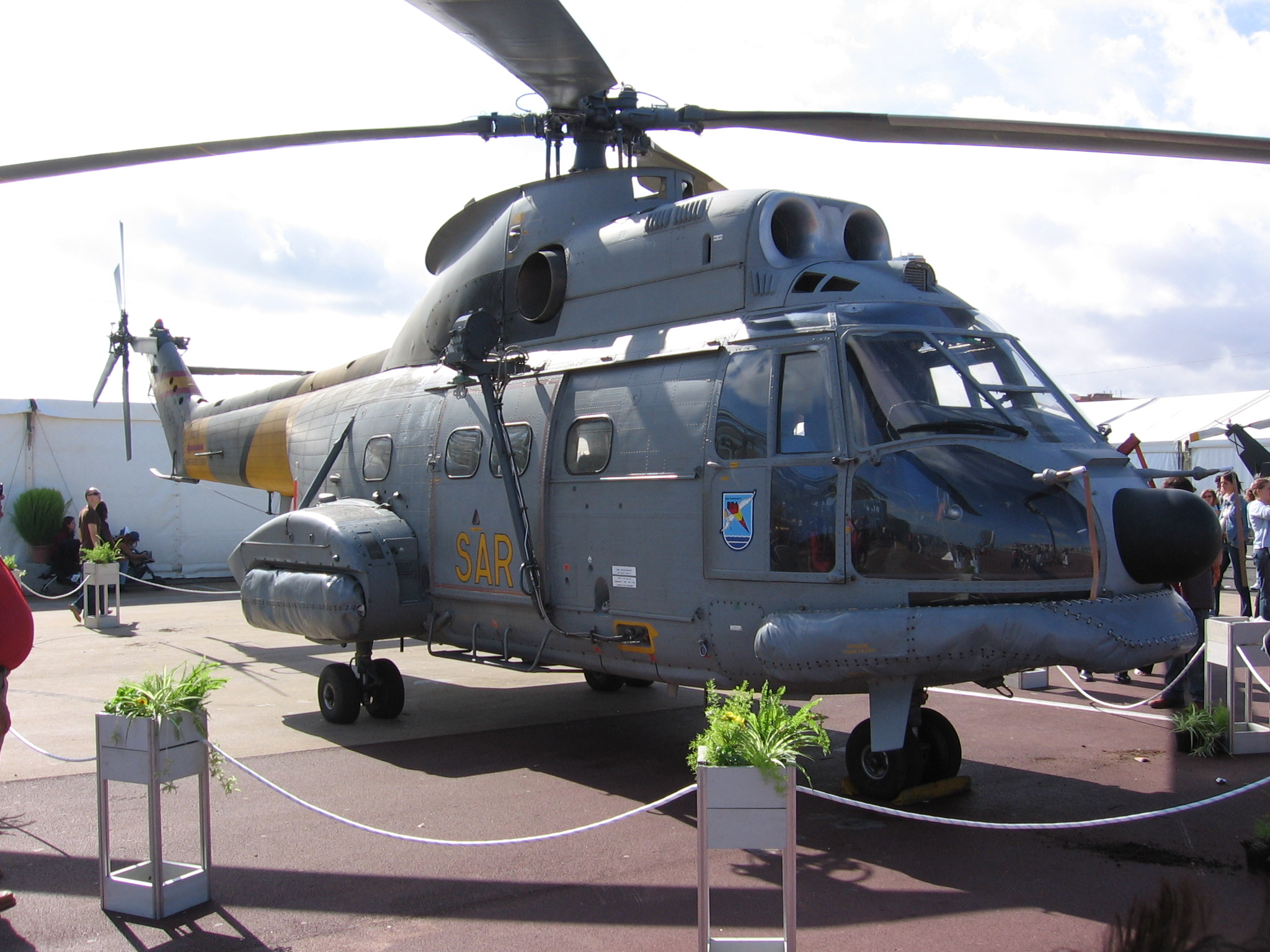
Puma de l’Armée de l'air espagnole.
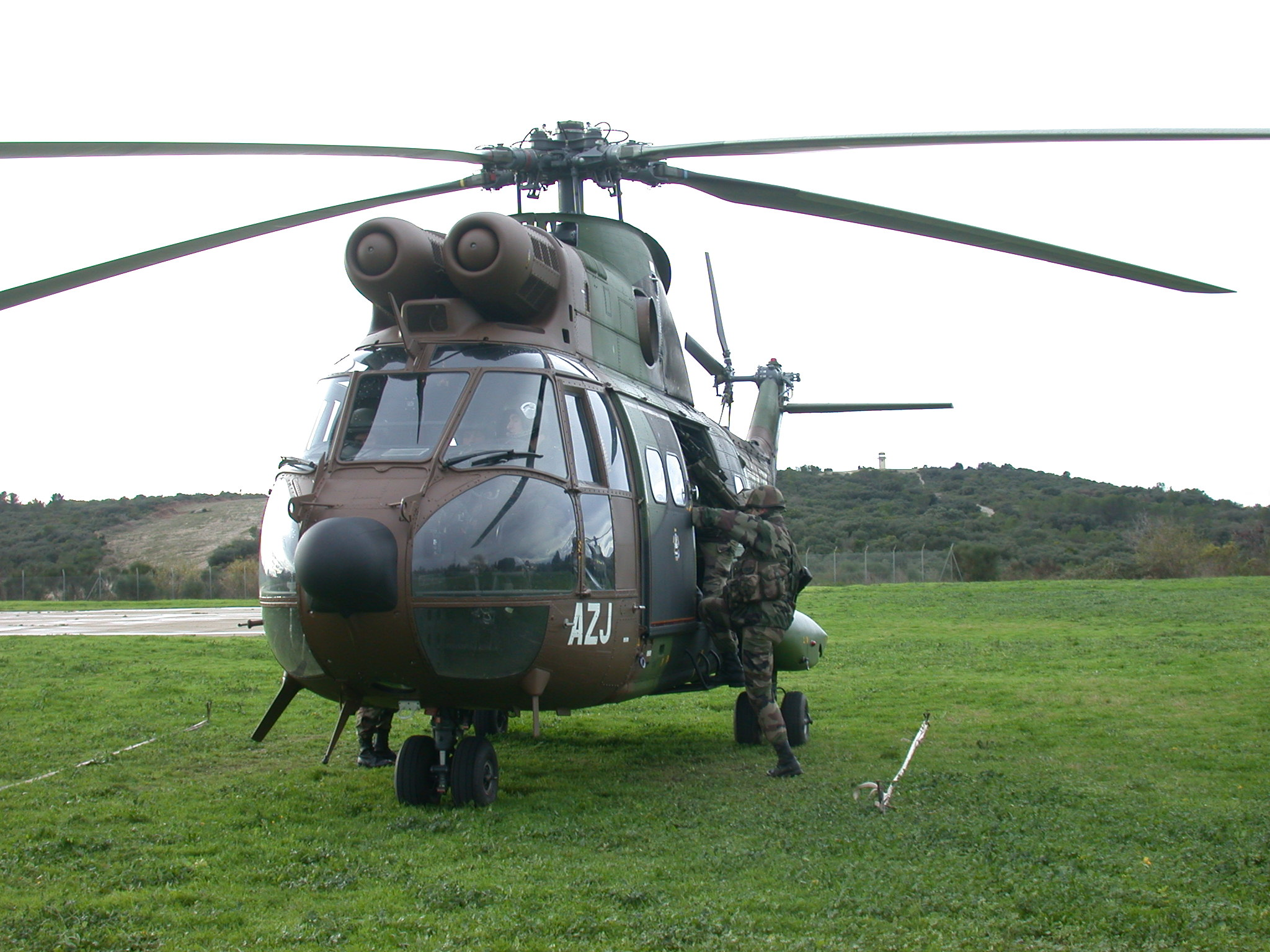
Puma de l'Armée de terre française.
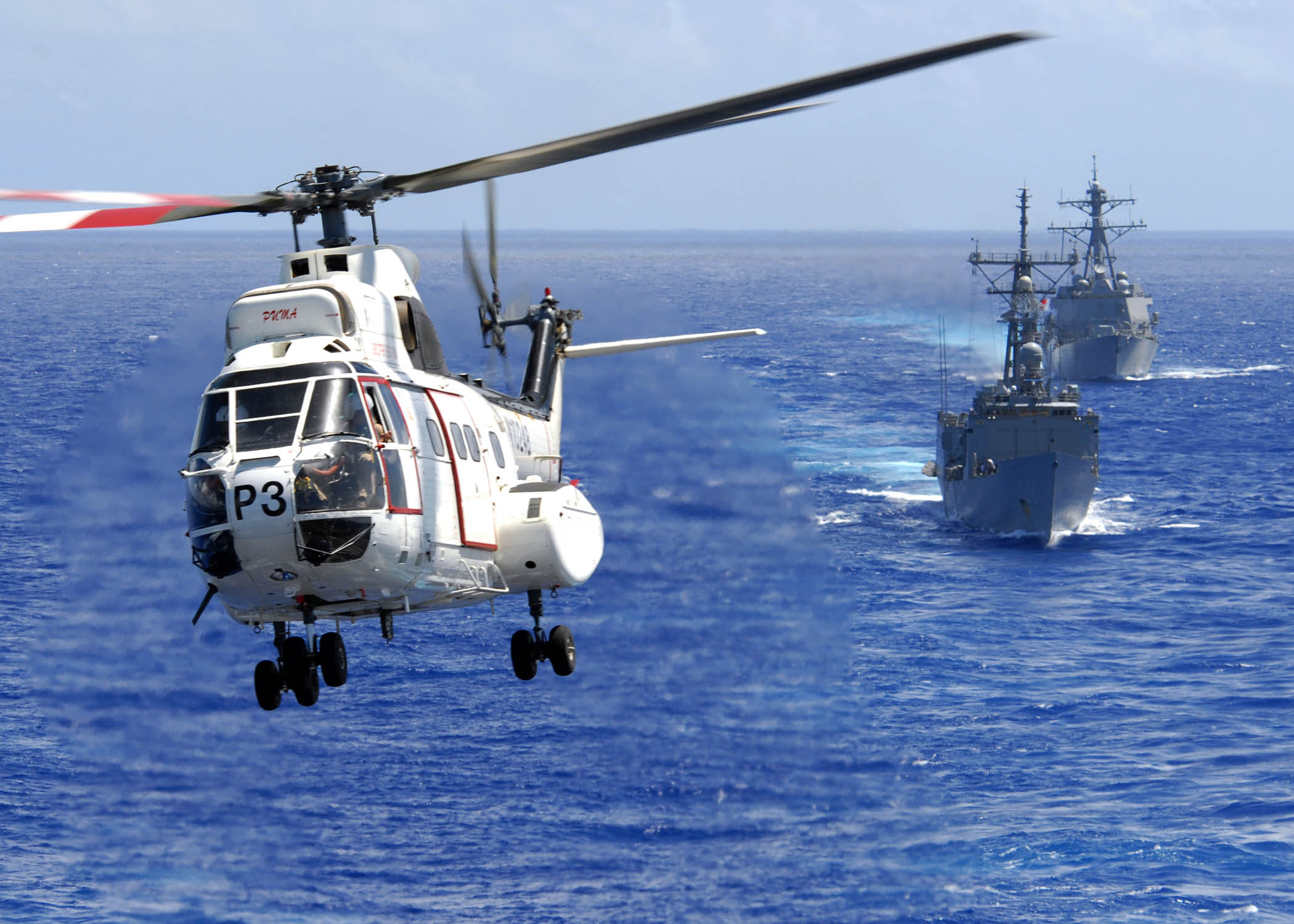
Puma de la Marine américaine.
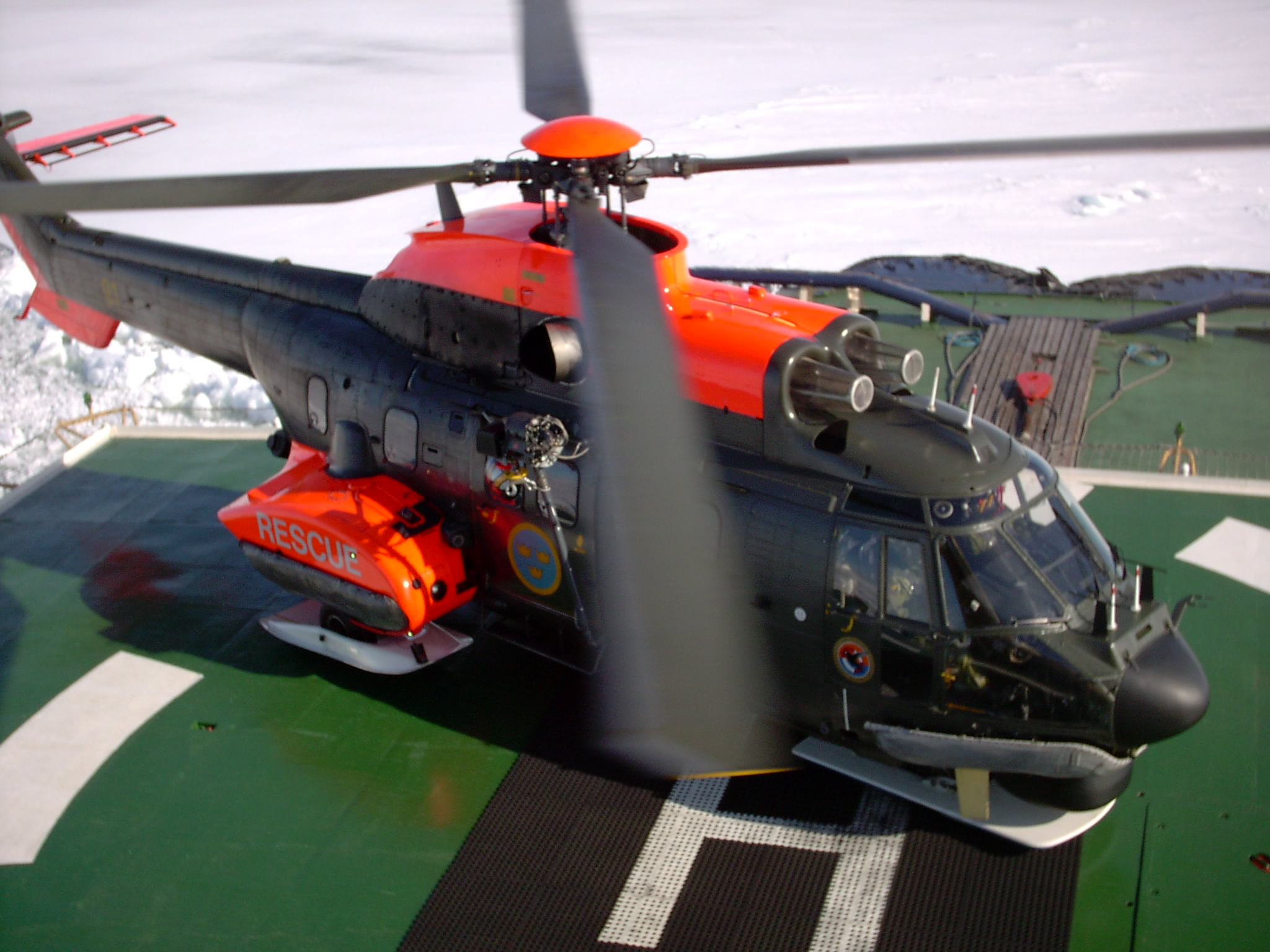
Puma de l’Armée de l'air suédoise.
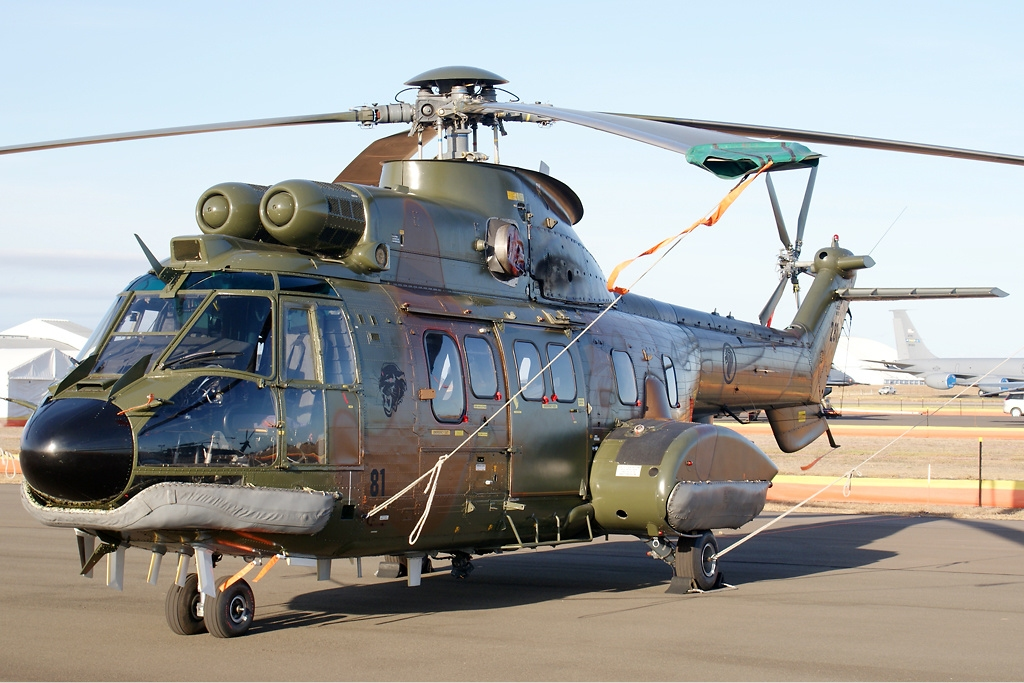
Puma de l’Armée de l'air singapourienne.

## Complément